# 聖經冒險
《圣经冒险》是一个由Wisdom Tree於1991年發行、專為红白机而開發的聖經遊戲，及後於1995年移植至Mega Drive。與其他遊戲相比，游戏不尋常的地方是它从未於電玩店發售。它包含三个不同的游戏：挪亞方舟、嬰孩摩西及大卫與歌利亚，皆為在聖經故事的基礎上設計，但故事基礎顯得較為鬆散；此外，這些遊戲所採用的遊玩模式—橫向捲軸遊戲亦與紅白機的《超级马力欧兄弟USA》類似。游戏亦採用约翰·塞巴斯蒂安·巴赫的作品「耶稣，世人仰望的喜悦」（Jesu, Joy of Man's Desiring）作為標題頁面的背景音樂。當NES控制台開啟時，遊戲透過釋放一個電壓尖峰（voltage spike）以绕过10NES锁芯片。

## 遊戲特色
《聖經冒險》是一款包含三款基於舊約聖經中所記載的故事之遊戲。
在「挪亞方舟」（Noah's Ark）中，玩家必須圍捕動物與食物，然後將之運上方舟。當中玩家或需利用代表桶的物件敲打動物，或接住由猴子扔出來的水果。挪亞的健康程度可靠玩家唸出在方舟四層周圍的聖經經文來補充回復。在樹上的蛇僅為裝飾品，而真正的蛇得靠玩家從洞穴內捕獲。
在「嬰孩摩西」（Baby Moses）中，玩家需控制摩西的姐姐米利暗。她嘗試從法老「所有希伯萊男孩得殺掉」的法令中拯救其弟弟；但為求完成這項要務，玩家需帶領摩西從關卡的一端走到另一端（玩法與《超级马力欧兄弟USA》中的角色搬運蔬菜類似）—摩西可在不威脅他的情況被抛棄，但敵人卻不能以任何方式被威脅；反之，敵人會嘗試將摩西扔到尼羅河中。若果玩家能在沒有摩西的情況下完成關卡，遊戲會顯示「做得不錯，但你忽略了嬰孩摩西」（Good work, but you forget Baby Moses），且關卡將會重頭開始。
在「大衛與歌利亞」（David and Goliath）中，玩家從控制大衛開始，放牧羊群及防止獅子與熊等肉食動物，而橡實則可以弄暈野獸。然後，玩家會得到一條吊索並在與歌利亞的盾牌持有者及歌利亞本人的戰鬥之前，閃避迎來的守衛、蠍子與石頭，當中在與歌利亞本人的戰鬥中，玩家需在他的頭中敲打一次才能將之擊敗。

## 批評
此遊戲被指過份說教化（如遊戲因聖經經文而變得碎片化）、作為《超级马力欧兄弟USA》的高度仿製品，又或遊戲模式相對差勁。亦有人批評遊戲模式太單一，每一關幾近採用相同的模式與風格。無可厚非，有報告指出該遊戲在各基督教書店合共售出35萬套；GamesRader亦將之評為最差勁遊戲的第68名，原因在於開發商在聖經故事的選取與馬虎的設計。
电子游戏月刊的編輯Seanbaby將此遊戲放在其「20個最差勁遊戲」（20 worst games of all time）名單中的第19名。

## 延伸閱讀
- Durham, Gabe. . 7. Los Angeles: Boss Fight Books（英语：Boss Fight Books）. 30 March 2015. ISBN 978-1-940535-07-4. OCLC 907647163.

## 外部連結
- 「聖經冒險」的官方網頁 （页面存档备份，存于）
- 「classic gaming」網站對於「聖經冒險」的推介文章（web.archive.org的網頁存檔）